# Serge Mallet
Serge Mallet, né le 20 décembre 1927 à Bordeaux et mort le 16 juillet 1973 à Saint-Maximin (Gard), est un résistant, militant politique marxiste, journaliste et sociologue français. 
Membre du Parti communiste de 1945 à 1958, il participe à la fondation du Parti socialiste unifié en 1960, devenant un des principaux intellectuels de la « nouvelle gauche ». Ayant obtenu un doctorat en sociologie en 1970, il enseigne à l'université de Vincennes. Sa carrière est interrompue prématurément par un accident de la route durant l'été 1973.

## Biographie

### Origines familiales et formation
Né d'une famille d'artisans du Blayais (nord-Gironde), il passe son enfance à Comps, village situé dans le vignoble bordelais entre Blaye et Bourg-sur-Gironde. Il est le fils de Jean Mallet (né en 1902 à Bourg), sellier garnisseur, et de Marie Jeanne Mialet (1900-1970, née à Berson), couturière. 
Il fait ses études secondaires au lycée de garçons de Bordeaux (actuel lycée Montaigne) et obtient sa première partie de baccalauréat (à la fin de la classe de Première) en 1943. 
Il entre alors dans la Résistance. Arrêté et torturé, il reçoit la médaille du combattant volontaire de la résistance à la Libération.

### Au Parti communiste (1945-1958 )
En 1945, il adhère au Parti communiste français. Il travaille alors pour la presse communiste, tout en reprenant ses études à l'IDHEC. Il devient ensuite permanent de l'association d'éducation populaire Travail et Culture, proche du parti communiste. 
Les événements de 1956 (rapport Khrouchtchev, intervention militaire soviétique en Hongrie) l'amènent à prendre ses distances avec la ligne du parti, de sorte qu'il doit quitter Travail et culture.
Il traverse alors une période difficile. Il se sépare de son épouse, puis se remarie avec Maria Daraki, de onze ans sa cadette (dont il divorcera en 1970). Se retrouvant sans revenus, ill obtient un soutien financier de la part de Jean-Paul Sartre qui envisage de publier des articles de lui dans la revue Les Temps modernes.
Il rompt avec le PCF en 1958.

### Recherche d'une nouvelle voie
Dans le sillage de Jean Poperen, il participe à la création de la revue Tribune du communisme. 
Il publie de nombreux articles à la fois dans Les Temps modernes (mais il cesse rapidement d'y collaborer[réf. nécessaire]), et dans France Observateur, dont il devient membre du comité de rédaction en 1961, et dans les revues La Nef et Esprit.
La qualité théorique de son travail lui vaut d'être recruté par Alain Touraine comme chef de travaux à l'École pratique des hautes études.

### Au Parti socialiste unifié (1960-1973)

#### Avant mai 1968
Lors de la création du Parti socialiste unifié (PSU) en 1960, Mallet est élu membre de son Comité politique national. Il il fait figure de principal inspirateur idéologique de cette nouvelle organisation, de gauche, mais récusant tant la SFIO de Guy Mollet que le PCF. 
Proche du courant "Renouveau socialiste", porté par Gilles Martinet et Pierre Belleville, il s'éloigne de Jean Poperen qui défend une ligne plus classique. Il soutient la direction nationale après la victoire en 1963 de la « tendance B » menée par Édouard Depreux et Gilles Martinet.
En 1963, il publie La Nouvelle classe ouvrière, qui résume ses théories sur l'évolution sociologique des pays capitalistes : l'émergence de « couches nouvelles » dans la société modifie la nature des revendications de classe. Celles-ci sont en effet moins intéressées par la seule amélioration matérielle de leur situation, qui est en voie d'amélioration ou déjà relativement satisfaite, que par l'accès aux responsabilités dans la gestion de l'entreprise et la détermination des politiques économiques globales. Ces analyses rencontrent celles du courant « Reconstruction » de la CFTC à la veille de la scission de la CFDT, et du philosophe André Gorz, vont constituer la base des revendications autogestionnaires portées par la « deuxième gauche » dans les années 1970.
Il s'implique ensuite dans la revue Autogestion et socialisme, animée par Yvon Bourdet, ainsi que dans la revue théorique du PSU, Critique socialiste.
En 1967, il prend acte des mauvais résultats du PSU lors des élections législatives et signe la motion dite "Unitaire" déposée par Jean Poperen lors du congrès du parti, qui propose l'adhésion à la FGDS. Minoritaire, il décide de rester au PSU, contrairement à Poperen, mais cesse d'y exercer des responsabilités.

#### En mai 1968
Candidat PSU aux élections législatives de juin 1968 en Loire-Atlantique, il y obtient 6 % des voix. 
Il analysera ensuite l'échec politique mouvement de mai 68 comme illustrant de ses théories : selon lui, les résistances de « l'ancienne conscience ouvrière » encadrée par la CGT et le PCF ont empêché le triomphe des aspirations portées par les nouvelles couches sociales.

#### Après mai 1968
En 1969, il retrouve la direction du PSU et siège au bureau national du parti. Au début des années 1970, il se rapproche du courant maoïste de Marc Heurgon qui va créer le groupe de la Gauche ouvrière et paysanne, mais ne le suit pas lorsque celui-ci décide de quitter le parti.
En 1970, il soutient une thèse de doctorat et obtient un poste à l'université de Vincennes.
À partir de 1971, il est responsable de la Commission des minorités nationales au sein du PSU et milite activement pour la cause régionaliste. Lui-même quitte Vincennes et postule à l'université de Bordeaux.
Candidat aux législatives de 1973 dans les Hauts-de-Seine, il mène une campagne très agressive contre le député gaulliste sortant Achille Peretti, qu'il assimile à la mafia, ce qui lui vaudra des poursuites judiciaires.

### Mort et funérailles
Il meurt dans un accident de la route durant l'été 1973.

## Publications
- Les Paysans contre le passé, Seuil, 1962
- La Nouvelle Classe ouvrière, Seuil, 1963 (réédition : 1969, collection « Points »)
- Le Gaullisme et la gauche, Seuil, 1965
- Le Pouvoir ouvrier, bureaucratie ou démocratie ouvrière ?, Editions Anthropos, 1971 (réédition : Denoël, 1975)